# Tafofobia
A tafofobia ou tafefobia (em inglês, taphophobia) é uma fobia que se caracteriza pelo medo de ser enterrado vivo, como resultado de ter sido erroneamente diagnosticado como morto.